# Parc des Chutes-de-Sainte-Ursule
Parc des Chutes-de-Sainte-Ursule är en park i Kanada. Den ligger i provinsen Québec, i den sydöstra delen av landet, 220 km öster om huvudstaden Ottawa. Parc des Chutes-de-Sainte-Ursule ligger 73 meter över havet.
Terrängen runt Parc des Chutes-de-Sainte-Ursule är lite kuperad. Runt Parc des Chutes-de-Sainte-Ursule är det glesbefolkat, med 15 invånare per kvadratkilometer.. Närmaste större samhälle är Louiseville, 12,7 km öster om Parc des Chutes-de-Sainte-Ursule.
Trakten runt Parc des Chutes-de-Sainte-Ursule består till största delen av jordbruksmark.